# Stjepan Tomaš Kotromanić

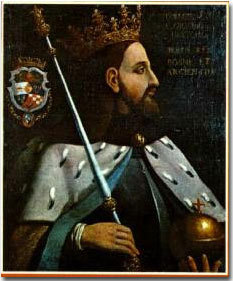
Stjepan Tomaš Kotromanić

Stjepan Tomaš Kotromanić was koning van Bosnië tussen 1443 en 1461.
Na zijn dood in 1461 werd hij opgevolgd door zijn zoon Stjepan Tomašević. Stjepan Tomašević erkende zijn moeder Katarina als de koningin van Bosnië.